# Rue Duc
La rue Duc est une voie du 18e arrondissement de Paris, en France.

## Situation et accès
La rue Duc est une voie publique située dans le 18e arrondissement de Paris. Elle débute au 29, rue Hermel et se termine au 52, rue Duhesme.

## Origine du nom

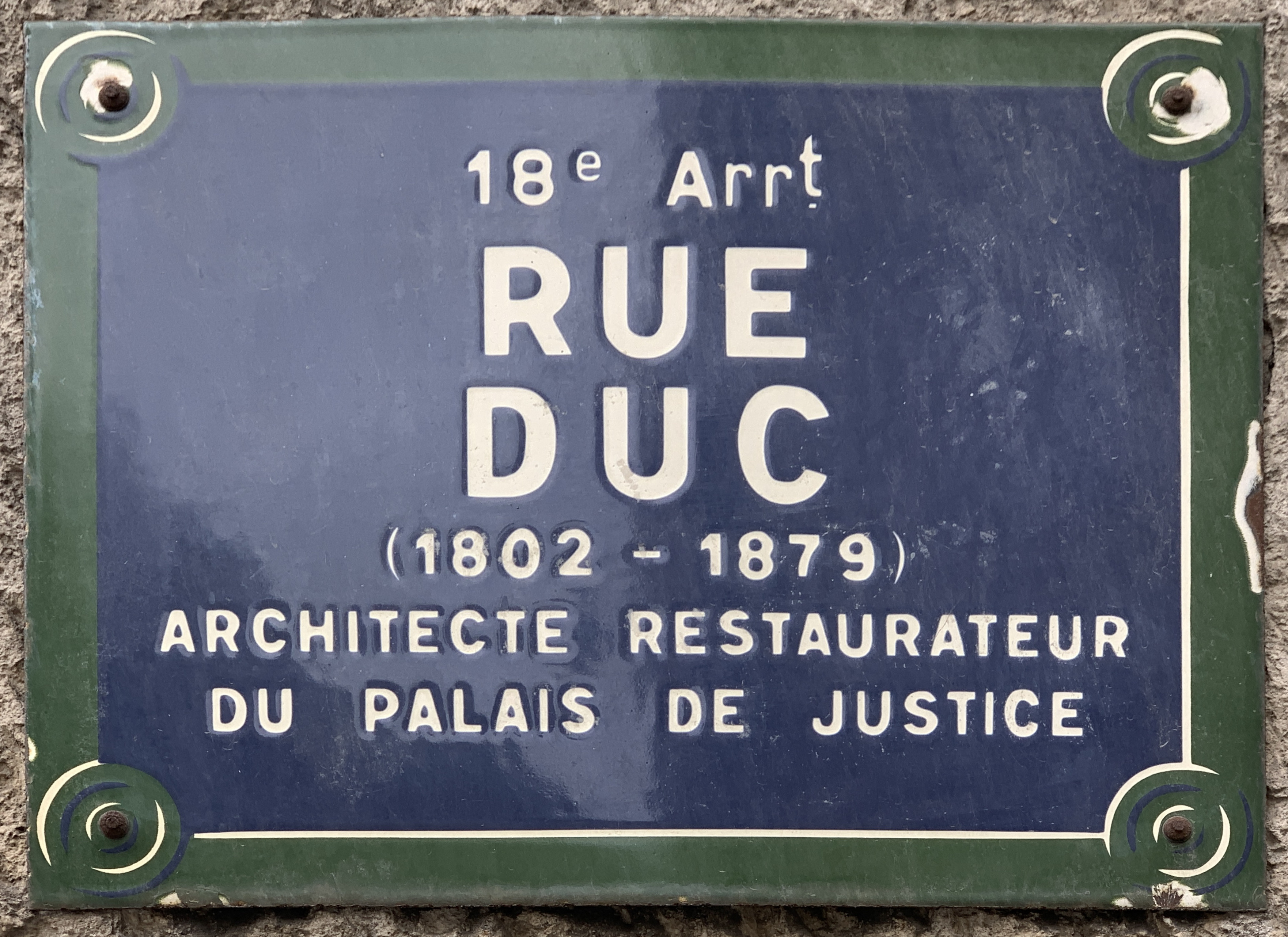
Plaque de la rue.

Elle porte le nom de l'architecte Joseph-Louis Duc (1802-1879) qui a pris une part importante aux travaux de restauration du Palais de Justice.

## Historique
Cette rue a été ouverte entre les rues Hermel et du Mont-Cenis, par un décret du 22 janvier 1890, sous le nom de « rue des Cloÿs prolongée », remplacé par celui de « rue Duc » dans un décret du 10 juin 1897.
La partie située entre les rues du Mont-Cenis et Duhesme a été ouverte par un décret du 1er février 1913 et a pris sa dénomination par un arrêté du 23 août 1926.